# Ланцада
Ланцада (італ. Lanzada) — муніципалітет в Італії, у регіоні Ломбардія, провінція Сондріо.
Ланцада розташована на відстані близько 530 км на північний захід від Рима, 105 км на північний схід від Мілана, 12 км на північ від Сондріо.
Населення — 1362 особи (2014).
Щорічний фестиваль відбувається 24 червня. Покровитель — святий Іван Хреститель.

## Демографія
Населення за роками:

Станом на 1 січня 2023 року в муніципалітеті офіційно проживало 9 іноземців з 8 країн, серед них 4 громадяни країн Євросоюзу та 1 громадянин України.

## Сусідні муніципалітети
- Касподжо
- К'єза-ін-Вальмаленко
- Кьюро
- Монтанья-ін-Вальтелліна
- Понтрезіна
- Поск'яво
- Самедан
- Сільс-ім-Енгадінсегль